# Награда АФИ за животно дело
Награда АФИ за животно дело (енгл. AFI Life Achievement Award) признање је које од 26. фебруара 1973. године додељује Амерички филмски институт појединцима који су својим радом допринели 'богаћењу америчке културе кроз филм и телевизију'. 
Прималац се бира и одаје му се почаст на церемонији сваке године, а награду додељује мајстор церемоније и однедавно, прималац претходне године, који обично даје кратак синопсис награђеног појединца и позадине у каријери, укључујући врхунце и постигнућа.

## Списак награђених
- 2025: Франсис Форд Копола
- 2024: Никол Кидман
- 2023: Без додељене награде
- 2022: Џули Ендруз
- 2021: Без додељене награде
- 2020: Без додељене награде
- 2019: Дензел Вашингтон
- 2018: Џорџ Клуни
- 2017: Дајана Китон
- 2016: Џон Вилијамс
- 2015: Стив Мартин
- 2014: Џејн Фонда
- 2013: Мел Брукс
- 2012: Ширли Маклејн
- 2011: Морган Фримен
- 2010: Мајк Николс
- 2009: Мајкл Даглас
- 2008: Ворен Бејти
- 2007: Ал Пачино
- 2006: Шон Конери
- 2005: Џорџ Лукас
- 2004: Мерил Стрип
- 2003: Роберт де Ниро
- 2002: Том Хенкс
- 2001: Барбра Страјсенд
- 2000: Харисон Форд
- 1999: Дастин Хофман
- 1998: Роберт Вајз
- 1997: Мартин Скорсезе
- 1996: Клинт Иствуд
- 1995: Стивен Спилберг
- 1994: Џек Николсон
- 1993: Елизабет Тејлор
- 1992: Сидни Поатје
- 1991: Кирк Даглас
- 1990: Дејвид Лин
- 1989: Грегори Пек
- 1988: Џек Лемон
- 1987: Барбара Стенвик
- 1986: Били Вајлдер
- 1985: Џин Кели
- 1984: Лилијан Гиш
- 1983: Џон Хјустон
- 1982: Френк Капра
- 1981: Фред Астер
- 1980: Џејмс Стјуарт
- 1979: Алфред Хичкок
- 1978: Хенри Фонда
- 1977: Бети Дејвис
- 1976: Вилијам Вајлер
- 1975: Орсон Велс
- 1974: Џејмс Кегни
- 1973: Џон Форд